# Eberhard Winterhager
Eberhard Winterhager (* 3. August 1943 in Schwarza, Thüringen) ist ein deutscher Journalist.
Eberhard Winterhager studierte nach seinem Abitur am Siegener Gymnasium Am Löhrtor Philosophie, Soziologie und öffentliches Recht. 1974 wurde er mit der philosophischen Dissertation „Das Problem des Individuellen. Ein Beitrag zur Entwicklungsgeschichte Paul Natorps“ an der Universität Bonn zum Dr. phil. promoviert. Von 1981 bis 2007 war er Chefredakteur der Siegener Zeitung; sein Nachfolger wurde Dieter Sobotka.
Er ist seit 1971 verheiratet mit Ulrike geb. Schütz; aus der Ehe stammen zwei Kinder.

## Schriften
- Das Problem des Individuellen. Ein Beitrag zur Entwicklungsgeschichte Paul Natorps, Hain 1975, ISBN 978-3-445-01244-9
- Selbstbewusstsein. Eine Theorie zwischen Kant und Hegel, Bouvier Bonn 1979, ISBN 978-3-416-01466-3
- Die vergessene Pflicht. Das Grunddefizit des postmodernen Pluralismus, Vorländer Siegen 1998, ISBN 978-3-923483-30-3
- Freiheit des Denkens. Ursprung und Konsequenzen, Königshausen & Neumann  Würzburg 2015, ISBN 978-3-8260-5616-1
- Leben und Wahrheit – Die Selbst-Gründung des Menschen, Königshausen & Neumann Würzburg 2021, ISBN 978-3-8260-7343-4